# Демчук Ігор Володимирович
І́гор Володи́мирович Демчу́к (позивний «Демон»; 24 червня 1987, с. Каришків, Вінницька область — 2 серпня 2023) — український військовослужбовець, підполковник Національної гвардії України, учасник російсько-української війни, що відзначився і загинув у ході російського вторгнення в Україну. Кавалер ордена «За мужність» III ступеня (2022). Герой України (2024, посмертно).

## Життєпис
Ігор Демчук народився 24 червня 1987 року в селі Каришкові, барського району (нині — Копайгородської громади Жмеринського району) Вінницької области Української РСР.
2010 року прийнятий на військову службу за контрактом, яку розпочав як солдат — стрілець стрілецького батальйону 40-го полку внутрішніх військ МВС України (з 2014 — Національної гвардії України).
Від 2014 — учасник АТО/ООС. 2015 року призначений інструктором-розвідником взводу розідки спеціального призначення. 
Закінчив Національну академію внутрішніх справ (заочно, за спеціальністю «Право»), а 2017 року — 1-річний курс Національної академії Національної гвардії України (за спеціальністю «Менеджмент»), після якого був призначений командиром взводу 8-го полку оперативного призначення та отримав первинне офіцерське звання. 
У листопаді 2017-го призначений офіцером окремого загону спеціального призначення Західного територіального управління НГУ, потому — командир 1-ї групи спеціального призначення 4-го окремого загону спеціального призначення Центру спеціального призначення «Омега» Національної гвардії України.
У березні 2022 року на чолі своєї групи бив ворога на Чернігівщині. Зокрема, 31 березня у районі села Ягідного під час розвідки в тилу противника разом із підлеглими знищів чотирьох ворожих танкістів, двох захопив у полон, взявши як трофей два справні танки Т-72, які згодом було передано до 1-ї окремої танкової бригади ЗСУ). 
У подальшому воював на Харківщині, обороняв Сєвєродонецьк, Вугледар, переважно діючи у складі протитанкового резерву.
Загинув 2 серпня 2023 року.

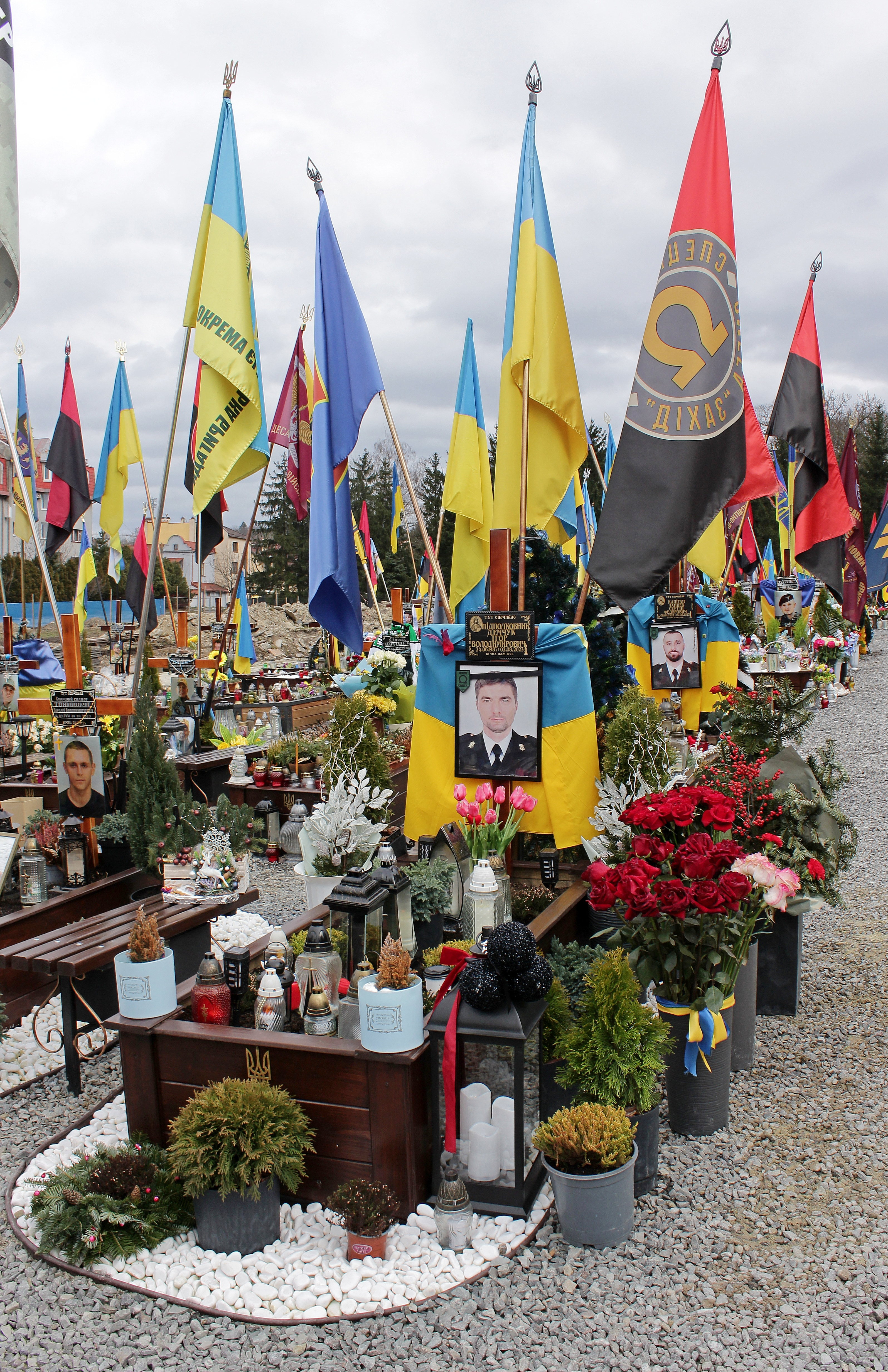

Похований 4 серпня 2023 року на Полі Почесних поховань 86-а Личаківського  цвинтаря.
Залишилися дружина, двоє синів, мати.

## Нагороди
- звання Герой України з удостоєнням ордена «Золота Зірка» (25 березня 2024, посмертно) — за особисту мужність і героїзм, виявлені у захисті державного суверенітету та територіальної цілісності України, самовіддане служіння Українському народові[2];
- орден «За мужність» III ступеня (7 вересня 2022) — за особисту мужність і самовідданість, виявлені у захисті державного суверенітету та територіальної цілісності України, вірність військовій присязі, сумлінне та бездоганне виконання службового обов'язку[3];
- Відзнака Президента України «За участь в антитерористичній операції» (лютий 2016)
- Відзнака МВС України «Вогнепальна зброя»;
- орден «Народний Герой України» (2023, посмертно)[1].